# تشاه كبوتري
تشاه كبوتري (بالفارسية: چاه کبوتری) هي قرية تقع في قسم فريمان الريفي في إيران.